# Chiesa di San Giovanni (Tubre)
La chiesa di San Giovanni (in tedesco St.-Johann-Kirche) a Tubre è la chiesa più antica del paese. Inconsueta è anche la pianta a croce greca.

## Storia
Le sue origini risalgono al IX secolo, quando faceva parte di un'abbazia benedettina caduta in rovina verso il 1130. La chiesa è nota soprattutto per il dipinto duecentesco che rappresenta san Cristoforo, la più antica immagine del santo presente in Tirolo.

Risulta che nel 1218 durante una crociata, Schwiker von Reichenberg cedette all'Ordine di Malta l'edificio religioso dedicato a san Giovanni. Si deve proprio a questi l'ampliamento della chiesa, la costruzione di un ambiente atto al ricovero dei pellegrini, e la realizzazione delle pitture in stile romanico con  riferimenti allo stile bizantino. Nel XV secolo furono realizzati gli affreschi posti all'ingresso dell'aula.
Nel XVI secolo, i monaci dell'ordine, lasciarono gli edifici e li vendettero a conti Hendl che non ebbe nessuna cura della chiesa, la quale si trovò velocemente in uno stato di abbandono, e nel XVIII secolo la chiesa fu sconsacrata.  Il comune ne acquisì la proprietà nel 1832, che lo adibì a magazzino, nel 1890 ci fu anche un progetto per convertire l'aula in edificio scolastico, fino alla metà del XX secolo quando la Soprintendenza italiana  iniziò lavori di manutenzione e di restauro. La chiesa fu nuovamente consacrata.

## Descrizione
L'edificio del 1220 è in stile romanico, e la pianta della chiesa, che è ben conservata nel suo genere, ha la tipica forma di una croce greca, ed al suo interno sono conservati affreschi romanici del 1220-1230 e gotici del 1383.

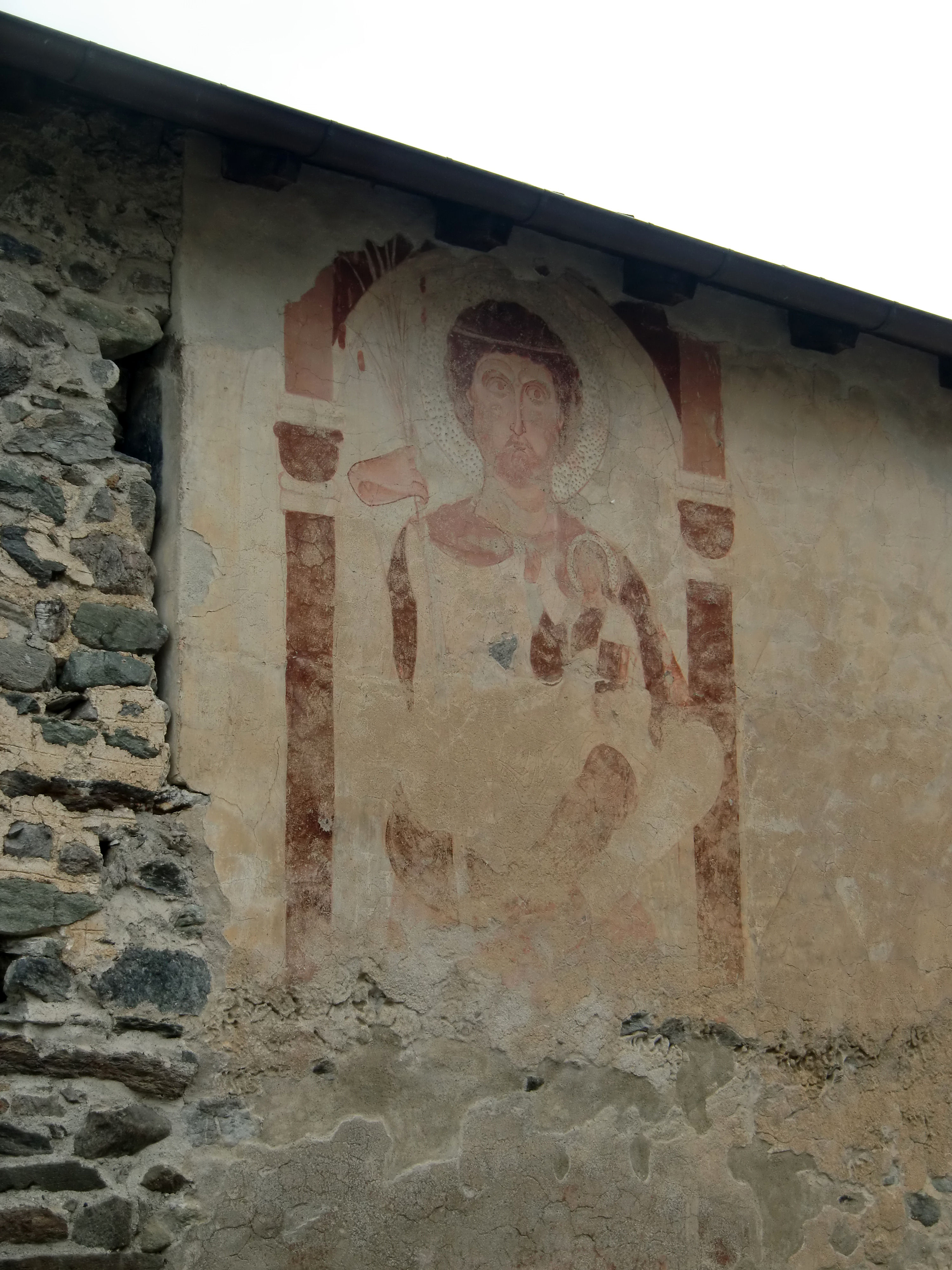
San Cristoforo affrescato sul fianco della chiesa

Già prima del 1220 in verità la maggior parte della chiesa di San Giovanni in Val Monastero era stata essenzialmente costruita.
Sull'avancorpo occidentale si trova una facciata di conci e una larga porta con tre arcate a sesto ribassato. La parte centrale del complesso è accessibile tramite un portico costruito su due piani.
Dal 1300 il portico superiore fungeva da dormitorio e quello inferiore da soggiorno ai pellegrini dell'ospizio diretto dall'Ordine Gerosolimitano.
Anche la sagrestia e le abitazioni facevano parte dell'ospizio, e conservano uno straordinario ciclo di affreschi
L'affresco di san Cristoforo sul lato nord, che è al contempo il più antico ritratto del santo in Tirolo, ha dato il nome a questa cappella: non è solamente il ritratto più antico ma anche l'immagine più grande di san Cristoforo in tutto l'arco alpino.
Gli affreschi romanici ampiamente conservati sulla parete sud e sul soffitto a volta che illustrano, fra l'altro, il battesimo di Gesù, Mosè come legislatore, Cristo tra Maria e Giovanni, come anche tanti cavalieri, principi, nobili e contadini,  sono tutti dello stesso artista della Val Venosta.
Nell'atrio superiore si trova un ciclo di affreschi gotico della fine del XIV secolo.